# Robert I de Loritello
Robert I de Loritello (mort el 1107) fou un noble italonormand, fill gran de Jofre d'Hauteville, un dels fills grans de Tancred d'Hauteville. Esdevingué el primer comte de Loritello el 1061.
Igual que el seu pare, començà les seves conquestes militars als Abruços, usurpant terres del papa. El 1070, un any abans de la mort del seu pare, arribà fins a Ortona. El febrer del 1075, previsiblement, fou excomunicat. El papa Gregori VII en critica la «insolència impia». Allí on el duc Robert Guiscard i el príncep Ricard de Càpua no havien reeixit a estendre els seus dominis cap al nord, Robert de Loritello i el fill de Ricard, Jordà, sí que ho aconseguiren. El 1075, Robert tenia la cort a Chieti. Jordà avançà per la comarca que envoltava el llac Fucin mentre Robert remuntava la costa adriàtica. Nomenà el seu germà Drogó comte de Chieti. Ortona caigué finalment el 1076 amb l'ajuda de tropes de Robert Guiscard. Els nobles llombards locals fins a Pescara li reteren homenatge. Menava cinc-cents cavallers. A canvi del favor del seu oncle, envià un regiment dels seus homes a col·laborar en la subjugació del seu cosí Abelard a Sant'Agata di Puglia.
El juny del 1080, Gregori VII reconegué les conquestes de Robert i Jordà fins a Fermo. El juny del 1083, assetjat al castell Sant'Angelo per l'emperador Enric IV, el papa implorà al duc que vingués a auxiliar-lo. Els dos Roberts, l'oncle i el nebot, el vingueren a socórrer. El 1084-1085, Robert participà en la segona expedició del seu oncle contra l'Imperi Romà d'Orient. Estigué al llit de mort de Guiscard i restà lleial a l'hereu que havia elegit el seu oncle, Roger Borsa, del qual havia estat el tutor.
Continuà les seves conquestes i abans de la seva mort ja havia arribat més enllà del Fortore, fins al Tronto. El seu domini s'estenia des de Bovino (conquerida el 1100) fins a Ascoli Piceno. És possible que fins i tot arribés a Dragonara. Cap al crepuscle de la seva vida, es feia dir comes Dei gratia (‘comte per la gràcia de Déu’) i comes comitorum (‘comte de comtes’). Fou succeït pel seu fill, Robert II de Loritello.